# Lokaa
El lokaa és una llengua que es parla al sud-est de Nigèria. Es parla a la LGA d'Obubra, a l'estat de Cross River.
El lokaa forma part del grup lingüístic de les llengües loko, que formen part de les llengües de l'alt Cross Central Est-Oest. Les altres llengües del mateix grup lingüístic són el lubila i l'nkukoli. Totes aquestes es parlen a Nigèria.

## Ús i dialectologia
El lokaa és una llengua amb un ús desenvolupat (5); està estandarditzada, té un ús vigorós i una literatura escrita en alfabet llatí des del 1988. El 2006 se'n va fer la gramàtica. Segons l'ethnologue, el 1989 hi havia 120.000 parlants de lokaa.
Els dialectes del lokaa són l'nkam i l'ugep.

## Població i religió
El 95% dels 188.000 yakos (membres del grup ètnic que parlen la llengua lokaa) són cristians; d'aquests, el 80% pertanyen a esglésies cristianes independents i el 20% són protestants. El 5% dels yakos restants creuen en religions tradicionals africanes.